# Okres Grudziądz
Okres Grudziądz (polsky Powiat grudziądzki) je okres v polském Kujavsko-pomořském vojvodství. Rozlohu má 728,39 km² a v roce 2020 zde žilo 40 202 obyvatel. Sídlem správy okresu je město Grudziądz, které však není jeho součástí, ale tvoří samostatný městský okres.

## Gminy
Městsko-vesnické:
- Łasin
- Radzyń Chełmiński

Vesnické:
- Grudziądz
- Gruta
- Rogóźno
- Świecie nad Osą

## Města
- Łasin
- Radzyń Chełmiński

## Sousední okresy
| Růžice kompasu | Świecie | Kwidzyn         | Iława       | Růžice kompasu |
| Růžice kompasu | Świecie | Sever           | Nowe Miasto | Růžice kompasu |
| Růžice kompasu | Świecie | Okres Grudziądz | Nowe Miasto | Růžice kompasu |
| Růžice kompasu | Świecie | Jih             | Nowe Miasto | Růžice kompasu |
| Růžice kompasu | Chełmno | Wąbrzeźno       | Brodnica    | Růžice kompasu |